# Sette x uno
Sette x uno è un album registrato per la campagna Save the Children ed aiutare la scolarizzazione in Nord Etiopia. Il nome del CD fa capire che si tratta di sette artisti uniti per un unico scopo: Bandabardò, Dario Fo, David Riondino, Enzo Iacchetti, Giobbe Covatta, Davide Enia e Ascanio Celestini con i Gatti Mézzi.

## Tracce
1. Nana Bobò
2. Lo Sgurz
3. La vera verità
4. Preghiera africana
5. Nino e Carmela
6. Il bidet e la rivoluzione
7. Sette sono i re (rivisitata da Giobbe Covatta)

## Formazione

### Gruppo
- Erriquez - voce, chitarra, produzione
- Finaz - chitarra solista, cori, produzione
- Orla - chitarra acustica, chitarra elettrica
- Don Bachi - basso, contrabbasso
- Nuto - batteria
- Ramon - percussioni, tromba

### Produzione
- Cantax - fonico, suoni, produzione
- Gianluca Vaccaro - registrazioni, mix e master
- Francesco Barbaro - produttore esecutivo
- Andrea Ciacchini - registrazione in 6
- Gabriele Di Domenico - registrazione in 7

### Collaborazioni
- Dario Fo - voce in 1
- David Riondino - testo (insieme a Erriquez) e voce in 2
- Enzo Iacchetti - voce in 3
- Giobbe Covatta - voce in 4
- Davide Enia - testo (insieme a Erriquez) e voce in 5
- Ascanio Celestini - voce in 6
- Giobbe Covatta - voce in 7
- Alfio Antico - tambura in 5
- Tommaso Novi - piano in 6
- Giosi Cincotti - bandoneon in 7
- Ugo Gangheri - chitarra in 7